# Тржич
Тржич (словен. Tržič) је град и управно средиште истоимене општине Тржич, која припада Горењској регији у Републици Словенији.
По попису становништва из 2011. године насеље Тржич имало је 3.865 становника.